# Oddział rozpoznawczy
Oddział rozpoznawczy  (OR) – ogólnowojskowy element rozpoznawczy. 
Oddział rozpoznawczy organizowany jest zazwyczaj na szczeblu brygady lub dywizji w celu zdobycia informacji o nieprzyjacielu i terenie, a niekiedy dla zabezpieczenia odsłoniętego skrzydła związku taktycznego lub kierunku, z którego istnieje szczególne zagrożenie. Stanowi bardzo efektywny element zdobywania i potwierdzania pełnych, wiarygodnych i aktualnych informacji niezbędnych do skutecznego organizowania i prowadzenia walki. Jego skład uzależniony jest od wykonywanego zadania, sytuacji bojowej, warunków terenowych itp. Najczęściej do działania jako oddział rozpoznawczy dywizji wyznacza się pododdział od kompanii do wzmocnionego batalionu.
W zależności od zadania, charakteru działań nieprzyjaciela, jak i terenu batalion (kompania) wyznaczony do działania jako OR dywizji powinien być wzmocniony:
- bz (kz) – czołgami,
- bcz (kcz) – piechotą,
- kr – piechotą i czołgami.

Ponadto, w razie potrzeby, do OR może być przydzielona artyleria, saperzy, pododdziały rozpoznania inżynieryjnego, artyleryjskiego i chemicznego oraz inni specjaliści niezbędni do sprawnego wykonania zadania.
W celu prowadzenia rozpoznania oddziałowi rozpoznawczemu określa się pas lub kierunek działania. Szerokość pasa rozpoznania (działania) zależy od otrzymanego zadania, sił i środków OR, warunków terenowych i charakteru działań nieprzyjaciela może wynosić :
- dla OR w sile batalionu – do 80 km,
- dla OR w sile kompanii – do 50 km.

Oddziały rozpoznawcze działają z reguły na kierunku głównego uderzenia dywizji prowadząc rozpoznanie obiektów nieprzyjaciela. Niekiedy niszczą je, współdziałając przy tym z innymi elementami rozpoznawczymi (samodzielny patrol rozpoznawczy, grupa rozpoznawcza, grupa specjalna).
Mogą również całością sił uchwycić i utrzymać do czasu podejścia wojsk własnych określony obiekt (przeprawę przez przeszkodę wodną, węzeł dróg, wzniesienie, cieśninę, miejscowość itp.).
Oddział rozpoznawczy rozpoznaje: rejony i obiekty nieprzyjaciela, rejony rozmieszczenia odwodów, kolejne rubieże obronne, rozmieszczenie środków ogniowych, sztabów, zapór inżynieryjnych oraz teren.